# داريو ألفاريز
داريو ألفاريز هو لاعب كرة قاعدة دومينيكاني، ولد في 17 يناير 1989 في سانتياغو دي لوس كاباليروس في جمهورية الدومينيكان.

## وصلات خارجية
- داريو ألفاريز على موقع دوري كرة القاعدة الرئيسي (الإنجليزية)
- داريو ألفاريز على موقعبيزبول رفرنس.كوم (الدوري الرئيسي) (الإنجليزية)
- داريو ألفاريز على موقعبيزبول رفرنس.كوم (الدوري الثانوي) (الإنجليزية)
- داريو ألفاريز على موقع إي إس بي إن.كوم (أم.أل.بي) (الإنجليزية)
- داريو ألفاريز على موقع مشجعي الرسوم البيانية (الإنجليزية)
- داريو ألفاريز على موقع أوليمبيديا (الإنجليزية)